# RAF East Kirkby
Royal Air Force East Kirkby, ou plus simplement RAF East Kirkby, est une ancienne base aérienne de la Royal Air Force près du village d'East Kirkby, au sud de Horncastle dans le Lincolnshire, à la sortie de l'A155. Le méridien de Greenwich traverse la base.

## Histoire
La base a ouvert le 20 août 1943 comme une base de commandement des bombardiers située non loin de la base de Coningsby.
Les escadrons stationnés dans la base étaient :
- Escadron 57 de la Royal Air Force (en) (Groupe 5 (en)) du 27 août 1943 au 25 novembre 1945[1].
- Escadron 630 de la Royal Air Force (en) (Groupe 5) du 15 novembre 1943 au 18 juillet 1945[1].

## Sources
- (en) Cet article est partiellement ou en totalité issu de l’article de Wikipédia en anglais intitulé « RAF East Kirkby » (voir la liste des auteurs).